# Pugilato agli VIII Giochi del Mediterraneo
I tornei di  Pugilato agli VIII Giochi del Mediterraneo hanno previsto 11 eventi, per un totale di 43 medaglie da assegnare, essendo previsto il doppio bronzo. Nella categoria 81 kg hanno gareggiato solo 3 atleti. Autentica dominatrice fu la  Jugoslavia, vincitrice di 8 delle 11 gare in programma.

## Risultati
| Evento  | Oro                | Argento              | Bronzo                                        |
|         |                    |                      |                                               |
| 48 kg   | Fayek Adly Azab    | Roberto Alberti      | Mustafa Selver Abdelkader Bouksiba            |
| 51 kg   | Lofti Belkhir      | Necmi Akkoyun        | Yehia Zakaria Mohamed El Hani Bouksiba        |
| 54 kg   | Fazija Sacirovic   | Claude Capelle       | Bulent Angin Faiçal Bejaoui                   |
| 57 kg   | Daniel Londas      | Mahmoud Abdel Rahman | Giuseppe Ferracuti Bratislav Ristić           |
| 60 kg   | Milivoje Labudovic | Carlo Russolillo     | Noureddine Segmani Kamel Abboud               |
| 63,5 kg | Ace Rusevski       | Djillali Rahou       | Mohamed Ghunaim Patrizio Oliva                |
| 67 kg   | Memet Bogujevci    | Ali Abdel Aziz Ismai | Abdesat Bahri Luciano Sorgon                  |
| 71 kg   | Miodrag Perunović  | Santiago Bernal      | Ali Denouir Mohamed Abdel Zaaher Ayyoub       |
| 75 kg   | Tadija Kačar       | Gaetano Ardito       | Selami Karakelle Brahim Manjoub               |
| 81 kg   | Slobodan Kačar     | Ahmed Ghunaim        | Taoufik Belbouli (gareggiavano solo 3 atleti) |
| +81 kg  | Dragomir Vujkovic  | Dominique Nato       | Francesco Damiani M. Ali Oztuk                |

## Medagliere
| Posizione | Paese      |    |    |    | Totale |
| --------- | ---------- | -- | -- | -- | ------ |
| 1         | Jugoslavia | 8  | 0  | 2  | 10     |
| 2         | Egitto     | 1  | 3  | 3  | 7      |
| 3         | Francia    | 1  | 2  | 0  | 3      |
| 4         | Tunisia    | 1  | 0  | 5  | 6      |
| 5         | Italia     | 0  | 3  | 4  | 7      |
| 6         | Algeria    | 0  | 1  | 3  | 4      |
|           | Turchia    | 0  | 1  | 3  | 4      |
| 8         | Spagna     | 0  | 1  | 0  | 1      |
| 9         | Marocco    | 0  | 0  | 1  | 1      |
| Totale    | Totale     | 11 | 11 | 21 | 43     |